# Boxershorts

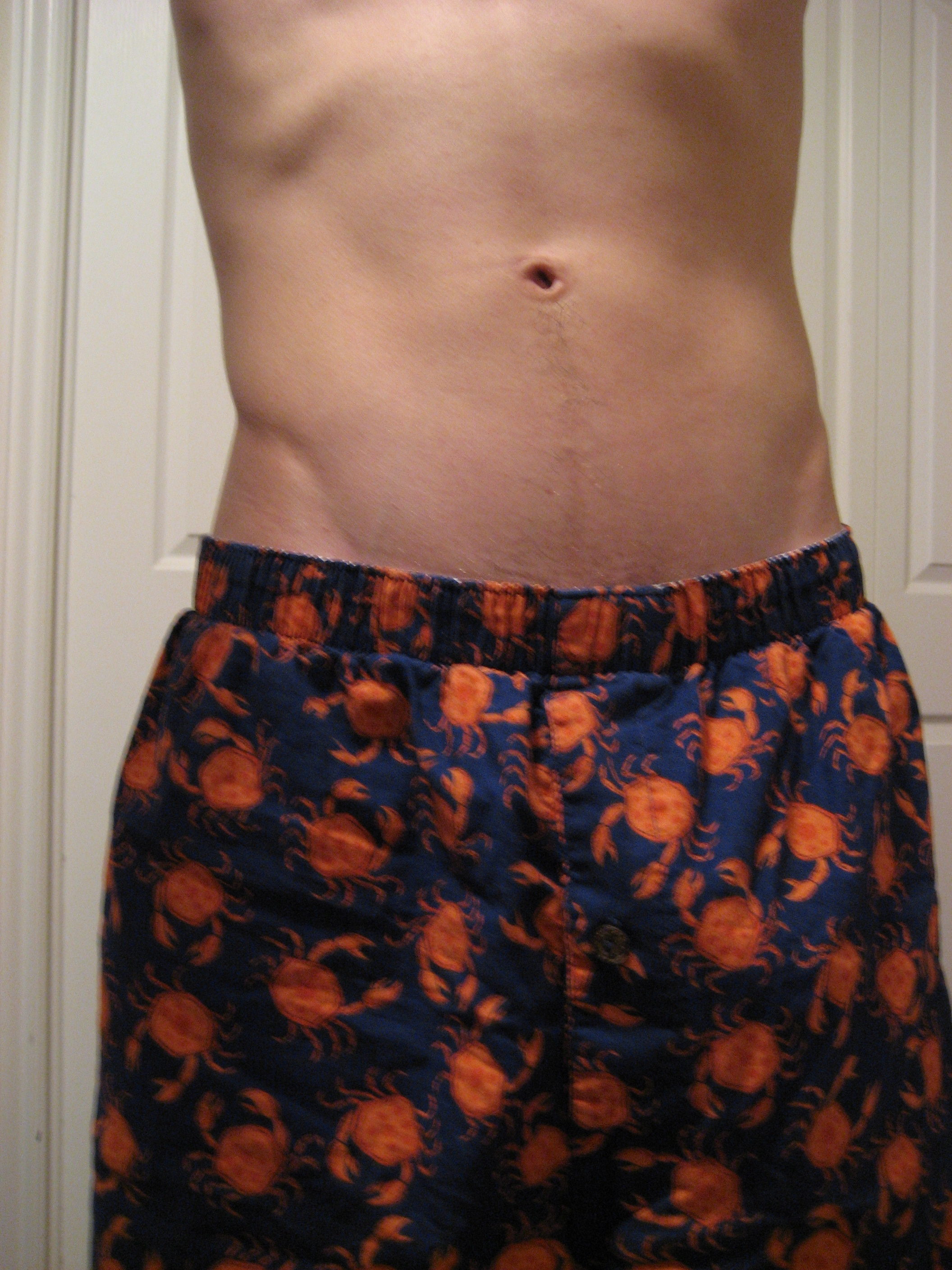
Man med boxershorts.

Boxershorts, även boxer, är underkläder med ben. Namnet har kommit av att byxorna är inspirerade av de byxor som boxare använder under match. Tidigare var de alltid löst sittande, men sedan modellen introducerats som ett åtsittande plagg på damsidan, så finns den manliga varianten numera också med en sådan passform.